# Bahnhof Leifers

Der Bahnhof Leifers (italienisch Stazione di Laives) befindet sich an der Brennerbahn im Süden Südtirols.

## Lage
Der Bahnhof Leifers befindet sich auf 231 m Höhe mitten im Talboden des Unterlands in den landwirtschaftlichen Nutzflächen zwischen der Etsch und dem Stadtrand von Leifers. Quer durch den Bahnhof verläuft die Gemeindegrenze zwischen Leifers und Pfatten.

## Geschichte
Leifers war bei der Eröffnung des Abschnitts der Brennerbahn von Verona durch das Etschtal nach Bozen 1859 nicht mit einem Bahnhof ausgestattet worden. Um eine geeignete Verlademöglichkeit für ihre landwirtschaftlichen Produkte zu erhalten, drängte die Gemeinde in der Folge auf die Errichtung eines Bahnhofs, der dann Ende des 19. Jahrhunderts auch verwirklicht wurde. 1937 erfolgte eine Erweiterung zur Unterstützung des nahen Luftwaffenstützpunkts.
In den Jahren 2007 und 2008 realisierte das Land Südtirol eine umfangreiche Umgestaltung des Bahnhofs und seines Umfelds: Unter anderem wurden eine Unterführung und Lärmschutzwände gebaut, ein Buswendeplatz sowie P+R-Plätze angelegt.

## Baulichkeiten
Das ursprüngliche Aufnahmsgebäude ist ein langgestreckter, schmaler und eingeschoßiger Bau aus mit Ziegelmauerwerk gefülltem Holzfachwerk. Im Rahmen der Umgestaltungsmaßnahmen 2007 und 2008 erfolgte ergänzend neben dem alten der Bau eines neuen Aufnahmsgebäudes.

## Funktion
Der heutige Bahnhof Leifers ist betriebstechnisch lediglich ein Haltepunkt. Bedient wird er durch Regionalzüge der Trenitalia sowie der SAD.